# De nazaten
De nazaten is een roman van Saskia Noort uit 2023. Het boek is qua verhaallijn de opvolger van haar roman uit 2004 De eetclub en de roman  Debet uit 2013. Het derde deel van de trilogie start met het teruggetrokken leven van de weduwe Karen Brouwers, ondergedoken op het Noord-Brabantse platteland.
Noort schreef de roman mede naar aanleiding van haar twintigjarige jubileum als schrijver.

## Vertelperspectief
Karen en haar twee dochters vertellen om beurten hun verhaal.

## Verhaal

### Hoofdpersonen
- Karen Brouwers. Werkte 10 jaar geleden samen met justitie bij de eerste rechtszaak tegen de Brotherhood. Is inmiddels 50 jaar.
- Mik Brouwers. 9 jaar. De liefdesbaby van Karen met de een uur later geliquideerde Simon Vogel. Hij mist zijn ontbrekende vader langs het voetbalveld. Heeft twee halfzusjes Annabelle en Sophie.
- Babette Struyk. Het eerste deel De Eetclub vertelt van haar gevangenisstraf en tbs wegens twee moorden en een poging tot moord op Karen Brouwers, Ze lijkt in dit deel verbazingwekkend hoog in de criminele organisatie Brotherhood 2.0 te zitten.
- Ivo Smit.(pa Kassa) De veroordeelde boekhouder van de organisatie, die uitgeblust op een haveloze etage boven de Aldi in Bergen lijkt te wonen.

### Wat voorafging
In 2013 sluit de zwangere Karen Brouwers een deal met justitie, die vier leden van de Brotherhood achter de tralies doet verdwijnen. Dit ondanks een al betaalde schikking van 45 miljoen euro door Joop van der Kooij.

### Belangrijkste gebeurtenissen
- Na de zoveelste verloren voetbalwedstrijd wordt de negenjarige Mik gewelddadig geroofd door vier gemaskerde  mannen uit de auto van zijn moeder. Losprijs 2 miljoen. Thuis aan de Berkenlaan 1 te  Putte  bekent Annabelle contact te hebben gehad met de halfbroer van Mik: Thom(as) Vogel, die haar 10 jaar ervoor had ontmaagd.
- Karen rijdt impulsief terug naar de Eeuwigelaan 50 te Bergen. Patricia Vogel ligt er opgebaard na een verloren strijd met borstkanker. Na de zeer druk bezochte uitvaartdienst in het Vredeskerkje te Bergen aan Zee wordt haar vader Joop van der Kooy samen met zijn justitiële beveiliger Mark de Beer buiten neergeschoten. Hij had bewakers bij zich wegens detentieverlof. Justitie bleek al volledig op de achtergrond aanwezig en hoofdonderzoekerster Da Silva stort zich op deze nieuwe zaak.
- Karen zoekt wanhopig naar 2 miljoen losgeld en haar dochters vinden onafhankelijk van elkaar een Bed & Breakfast in Hoogerheide  waar Mik zou kunnen zijn.
- Babette overhandigt Karen desgevraagd een USB-stick met (ontbrekende) 2 miljoen aan crypto's om Mik vrij te krijgen. Ze wordt gedood tijdens deze transitie en Karen overhandigt de USB-stick aan Da Silva.
- Karen vindt Mik in een vakantiehuisje in Bergen aan Zee dat eigendom is van Ivo. Ze bevrijdt Mik en draagt hem op naar buiten te rennen en 112 te bellen. Binnen duikt Ivo op en legt Karen uit wat zij, de stadse Amsterdamse, voor ellende in zijn toenmalige leven had gebracht. Hij knalt Karen af nadat duidelijk is geworden dat hij ook achter de liquidatie van Joop zat. Het is de wraak van een inmiddels oude man.

### De 900.000 euro
Terug in Bergen wordt weduwe Karen overal tegengeworpen dat ze een politierat is en dat ze via haar overleden man 2 miljoen heeft verduisterd. Karen had slechts 900.000 euro opgeborgen in 9 diepvrieskippen, zoals de USB-stick ook liet zien.

### Epiloog: Brotherhood-kartel opgerold
Deel 3 bevat net als Deel 2 van de trilogie een justitieel sluitstuk met de bovengenoemde titel. 
Daarin wordt behandeld de ontvoering van Mik Brouwers en drie executies in Bergen aan Zee. Toen de leiders van Brotherhood Joop van der Kooij en zijn dochter Patricia in 2013 tot lange gevangenisstraffen werden veroordeeld, ging de organisatie zeer succesvol ondergronds middels de tweede generatie. Ivo S. wordt ervan verdacht om louter persoonlijke redenen opdracht te hebben gegeven tot moordaanslagen via de Brabantse broers W. op Joop van der Kooij, Angela Bijlsma en Babette Struyk. Hij zat ook achter de ontvoering van Mik. Het volledige bewijs stond op de USB-stick van Babette. Er worden 13 verdachten voorgeleid op verdenking lid te zijn van deze criminele organisatie, die zich bezig hield met witwassen, drugssmokkel, kidnapping en moord.